# Nemzetiségi adások
A Nemzetiségi adások a Duna Médiaszolgáltató 4. rádiócsatornája, amely Európában szinte egyedülálló módon minden államalkotó kisebbséget saját anyanyelvén szólít meg. A rádió a Kossuth Rádió nemzetiségi műsoraiból vált le, így alapítva külön adót. Céljai közt van a célközönség tájékoztatása, szórakoztatása, kulturális értékeket közvetítése és teremtése.
A Nemzetiségi adások műsorai napi illetve heti rendszerességgel foglalkoznak a hazánkban élő kisebbségek kultúrájával, hagyományainak ápolásával. A műsorokban az adott nemzetiség életének illetve Önkormányzatának hírei mellett szerepelnek kulturális intézményeinek programjai, hagyományos ünnepei, az egyházi ünnepek, a vallási felekezetek hírei, rendezvényei. Mind a naponta, mind a hetente sugárzott adásokban szerepelnek tematikus műsorok és műsorsorozatok, amelyek az adott nemzetiség kiemelkedő alkotóival és alkotásaival, mesevilágával, népköltészetével, népzenéjével foglalkoznak. Az adásokban kiemelten szerepelnek az anyaország hírei, kulturális eseményei. Az országos lefedettségnek köszönhetően minden nemzeti és etnikai kisebbség szerte az országban bárhol meghallgathatja a számára készített műsort. A főszerkesztő 2009. május 1-től Stein Róbert. Emellett a rádió szlovák, szlovén, horvát, szerb, román, ukrán, bosnyák, cigány, valamint magyar nyelvű szignálokat sugároz.

## Műsorok

### Bolgár műsor

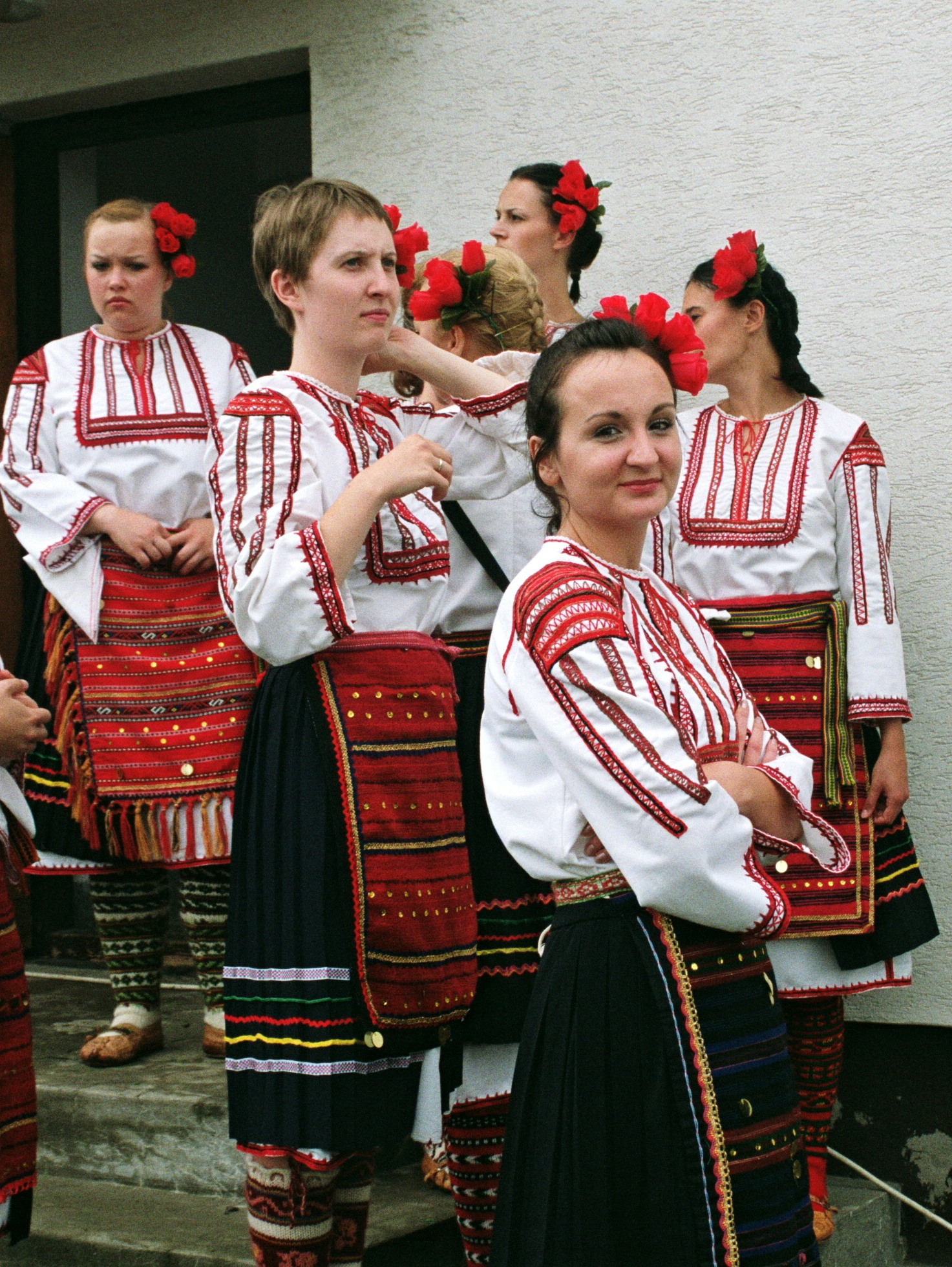
Bolgár népviselet

A bolgár nyelvű adás 1998. január 7-én hangzott el először. A heti félórás műsorban tájékoztatást nyújt a magyarországi bolgár közösség aktuális eseményeiről, a bolgárok hagyományos ünnepeiről és szokásairól, az egyházi és oktatási intézményekben folyó munkáról. A műsor szignálját és tartalmát az első felelős szerkesztő – Markov Alekszandar – alkotta meg, aki a kezdetektől 2004-ig vezette az adást. A Rádió meghív magyarországi és bulgáriai bolgár személyiségeket, művészeket, tudósokat. Tájékoztatja a hallgatókat az anyaország fontosabb társadalmi és kulturális eseményeit is. Bemutatjuk a bolgár zenét, annak minden fajtáját: a hagyományos népzenétől és korszerűsített változataitól kezdve a klasszikus és egyházi repertoáron át a legnépszerűbb mai műfajokig. A bolgár műsor felelős szerkesztője Kjoszeva Szvetla. A bolgár műsor magyar honlapja: http://bolgar.radio.hu . A műsor bolgár nyelvű honlapja: http://bolgar2.radio.hu .

### Görög műsor

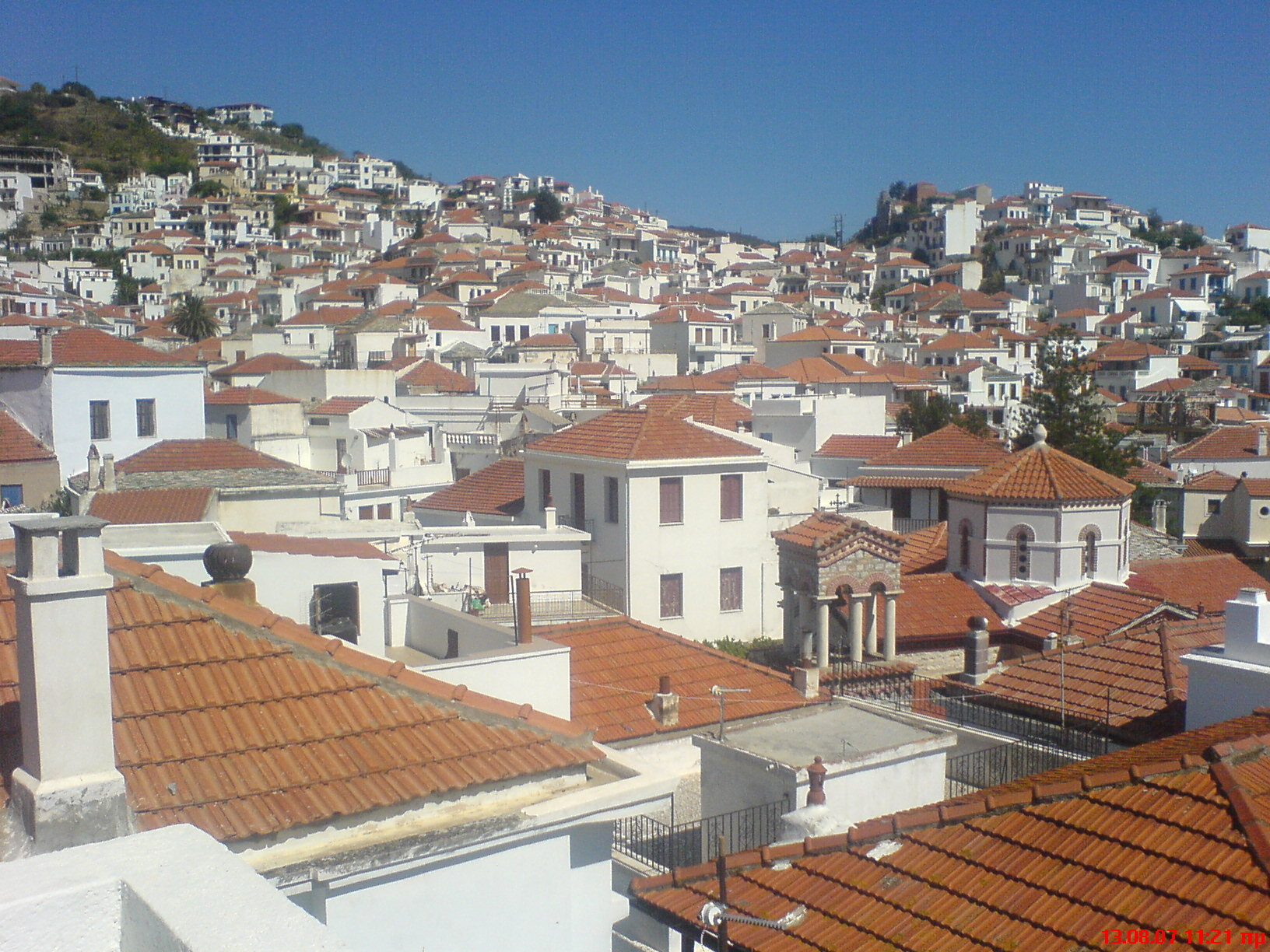
Görög sziget

1998. január 7-én kezdte a Magyar Rádió Görög Nemzetiségi Adását is. A műsor célja itt is az: görög zenékkel övezett szép gondolatokkal minél több magyarországi görög készülék elé vonzása. S mindezt természetesen görög nyelven, már a műsor elindulásától. A magyarországi görög közösség mintegy 4000 lelket számlál, de legtöbbjük második-harmadik generációs görög, aki anyanyelvének már inkább a magyart tartja. Ennek ellenére leginkább a görög nyelv tartja össze ezt a közösséget, akik görögnek vallják meg magukat, görög iskolában tanulnak, akik még tudnak görögül. Ők a műsor célközönsége, mint ahogy azoknak az idős embereknek is, akik még otthon, Görögországban jártak iskolába, és sok éven át reménykedtek benne, hogy visszatérhetnek egykori életükhöz. Megpróbálnak ahhoz is szólunk azokhoz a magyar hallgatókhoz is, akiket elvarázsolt a görög táj, a görög emberek közvetlensége, a görög kultúra és nem utolsósorban tudnak görögül. A műsorban bemutatják a görög irodalom kiválóságait, megismertetik a rég elfeledett hagyományokat és mindig ott vannak a magyarországi görögség minden fontos eseményén. A görög muzsika csodálatossága és sokszínűsége is jelen van, és sok műfajt próbálnak a műsoridőbe szorítani. A görög műsor felelős szerkesztője Nagyné Szabó Antigoné. A görög műsor honlapja: http://görög.radio.hu%5B%5D. A műsor görög nyelvű honlapja: http://gorog2.radio.hu.

### Horvát műsor
A Rádió önálló horvát nyelvű szerkesztősége 1992-ben jött létre, de a szerb-horvát szerkesztőség már 1952. január 12-én, a Magyar Rádió Pécsi Stúdió létrehozásának napján elkezdte sugározni műsorát, az akkoriban „délszláv”-nak nevezett lakosság számára, elsőként szólította és szólaltatta meg anyanyelvén a hazánkban élő horvát közösséget. A műsor a Magyarországon élő horvátok életéről és  Horvátország és hazánk kapcsolatáról szól, valamint a lehetőséghez mérten beszámol a Horvátország határain kívül élő (Ausztria, Szlovákia, Románia, Olaszország, Szerbia, Montenegró és Bosznia és Hercegovina) őslakos horvát népcsoportok életéről. A műsorokban a friss hírek és tudósítások mellett riportok és interjúk szerepelnek. Információs-zenés magazinműsorukban igyekszenek bemutatni a 7 megyében élő horvát népcsoport fontosabb eseményeit, rendezvényeit és törekvéseit az anyanyelv és hagyományok ápolására. A horvát műsor vezető szerkesztője Guván Iván, szerkesztő munkatársai Balatinácz Renáta, Fűri Tamás és Pavlekovics András. A horvát műsor honlapja: http://horvat.radio.hu . A műsor horvát nyelvű honlapja: http://horvat2.radio.hu .

### Lengyel műsor

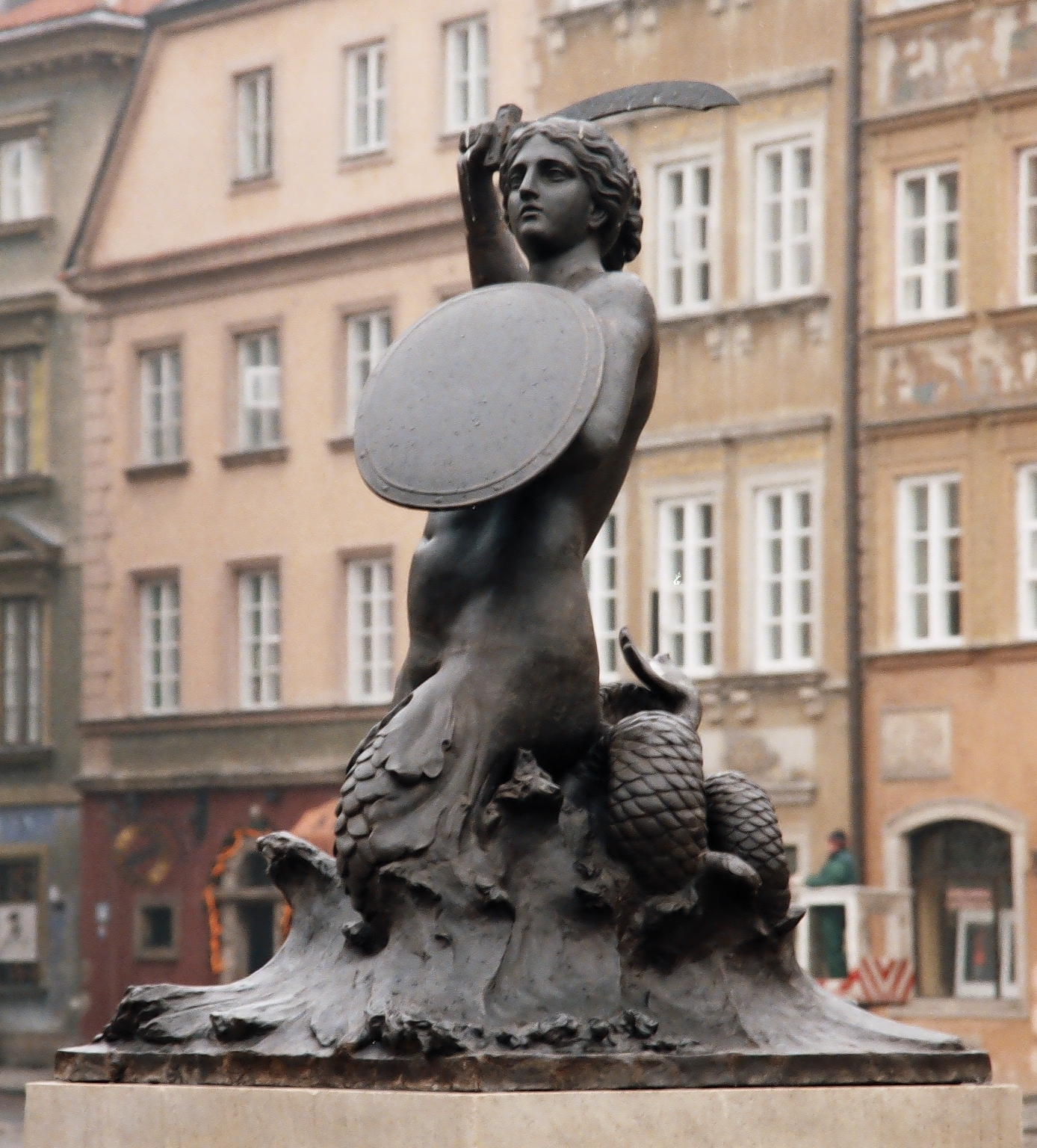
Varsó jelképe

A Magyar Rádió lengyel nyelvű adása 1998 januárjában jelentkezett először. A műsor feladatának tekinti, hogy a legfontosabb információkkal ellássa a Magyarországon élő lengyelséget, és segítse azt kultúrájának megőrzésében és megismertetésében. A műsor állandó része a részben az anyaországból, részben az itteni lengyelségtől származó, lengyel és magyar nyelven sugárzott hírek. A riportokban és tudósításokban beszámolnak a Magyarországon élő lengyelek életéről,  ismeretterjesztő adásokat sugároznak a fontosabb magyarországi lengyel emlékhelyekről, történelmi emlékekről. Interjúk is lehangoznak ismert lengyel művészekkel, tudósokkal, politikusokkal magyarországi tartózkodásuk során. A műsorokban beszámolnak a lengyel kisebbség egyházi életéről és a lengyel-magyar barátságról. Irodalmi alkotásokat, lengyel zene tárházából válogatott darabokat mutatnak be. Az lengyel műsor felelős szerkesztője Bożena Bogdańska-Szadai. A lengyel műsor honlapja: http://lengel.radio.hu%5B%5D . A műsor lengyel nyelvű honlapja: http://lengyel2.radio.hu .

### Német műsor

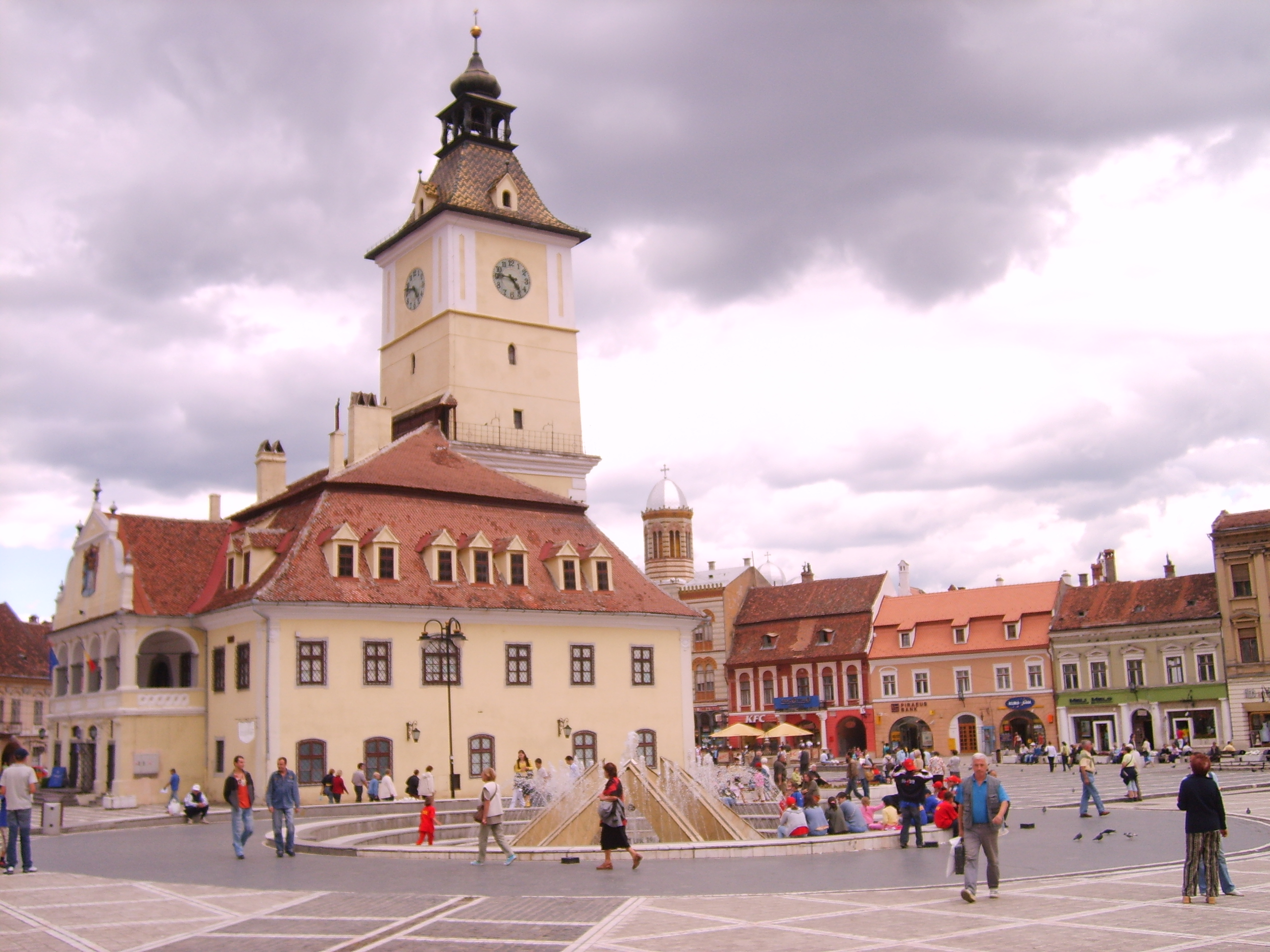
Szász város (Brassó)

A Magyar Rádió első, a német ajkú nemzeti kisebbség számára készített német nyelvű adása 1956. szilveszter éjszakáján hangzott el. Azóta jelentős hallgatótábora van. Vasárnapi kívánságműsoruk kifejezetten sikeres, a magyarországi németek minden csoportjához eljut, és az országos sugárzás megindulása óta egyre népszerűbb. A szerkesztőség jó kapcsolatokat ápol a magyarországi németek különböző szervezeteivel és önkormányzataival, az oktatási intézményekkel éppúgy, mint a különböző egyházakkal. Európában egyedülálló módon minden második vasárnap élőben közvetít német, tehát kisebbségi nyelven celebrált misét a pécsi Belvárosi templomból. Ezzel együtt a hírek, tudósítások javát a mindennapok témái adják: az egyesületek, települési közösségek élete, a kultúra ápolása, az anyaországhoz fűződő kapcsolatok és természetesen a német kisebbség életét érintő politikai kérdések. A német műsor vezető szerkesztője Erdei Krisztián, szerkesztő munkatársai Arnold Krisztina, Becker Robert és Stein Róbert . A német műsor honlapja: http://nemet.radio.hu . A műsor német nyelvű honlapja: http://nemet2.radio.hu .

### Örmény műsor

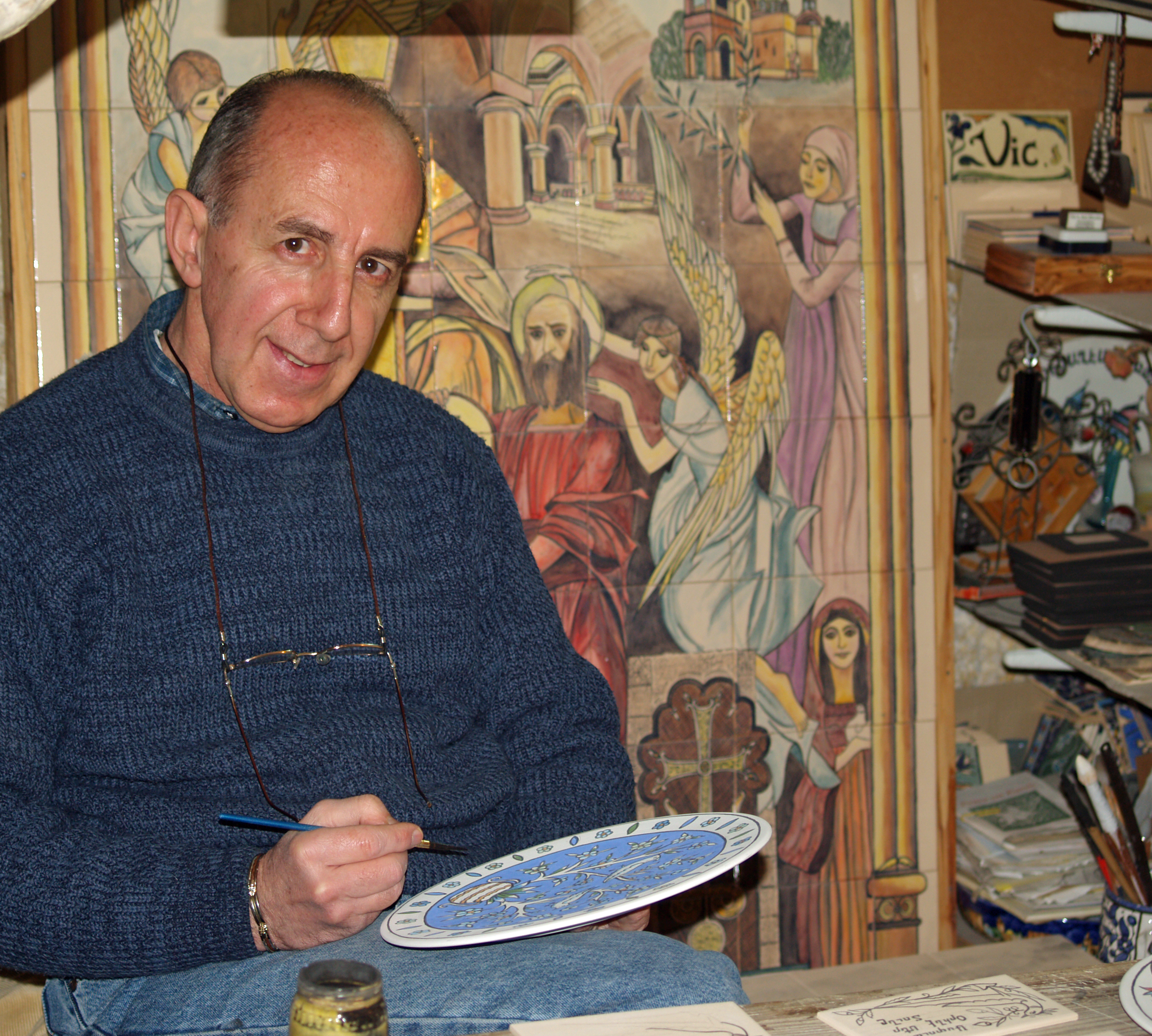
Örmény keramikus

A Magyar Rádió örmény nemzetiségi műsora 1998 januárjában indult el. Az örményül tudó hallgatókhoz és az örmények iránt érdeklődő magyar közönséghez egyaránt szólnak. Az adások során megemlékeznek az örmény nemzeti ünnepekről, tudósítanak a magyarországi örmény vonatkozású aktuális eseményekről, valamint hírt adnak a diaszpórában élőkkel kapcsolatos történésekről. Bemutatnak örmény származású magyar személyiségeket,  Örményországból idelátogató művészeket, tudósokat, politikusokat, és megpróbálják a magyar köztudat részévé tenni az örmények történelmét, kultúráját, hagyományait. Különösképpen fontosnak tartják, hogy az 1915-ös örmény genocídiumról a teljes hazai közvélemény tájékozódhasson, hiszen a 20. század első népirtása mindmáig hiányzik a magyar köztudatból, s még a tananyagnak sem része. Bemutatják a szomszédos országok örmény közösségeit is. Az örmény műsor vezető szerkesztője Avanesian Alex. Az örmény műsor honlapja: http://ormeny.radio.hu . A műsor örmény nyelvű honlapja: http://ormeny2.radio.hu .

### Cigány műsor
A hazai cigányság többsége alapvetően három anyanyelven osztozik: a magyart, a lovárit vagy a beást tekinti sajátjának. Ezért is viseli a roma magazinműsor a „Három szólamra” címet – mert mindhárom anyanyelven készül. A műsor az anyanyelv ápolásán és az identitástudat erősítésén túl folyamatosan tudósítani kíván a hazai cigányságot érintő valamennyi sorskérdés alakulásáról. Támogatja a kulturális és gazdasági kezdeményezéseket, a hagyományőrzést és hagyományteremtést. A magyarországi romák megszólaltatásával, a követhető életutak, illetve követésre méltó, alkalmas és előbbre vivő önkormányzati, kisebbségi önkormányzati, civil szervezeti példák bemutatásával kíván hozzájárulni a közös gondolkodáshoz.
A műsorban nem csak az érdekvédelmi, érdekképviseleti munkát végzők s a roma értelmiség, hanem egyszerű, hétköznapi cigány emberek is megszólalnak. A „Három szólamra” műsorai két, a cigányság felemelkedése és megélhetése szempontjából különösen fontosnak tartott területre, a tanulás és a munka világára kiemelten összpontosítanak. Utóbbi területtel kapcsolatosan a műsor cigány vállalkozói és munkavállalói réteget, de a munkanélküliséggel küzdők érvrendszerét is fontosnak tartja bemutatni. A műsor megpróbálja hasznos információkkal (pályázatokról, jogszabály-értelmezésekről, támogatási lehetőségekről, képzésekről, átképzésekről, ösztöndíjakról, kulturális eseményekről szóló hírekkel) ellátni hallgatóit. A műsorban találhatók kifejezetten gyermekeknek a nyugdíjas korúaknak  készült műsorblokkok .
A műsorokban az egészséges életmóddal, egészségőrzéssel, a hagyományos és az élő gasztronómiával kapcsolatos, de a művészeti élet eseményeiről szóló hangképekkel is találkozhatnak. Az évfordulókról és ünnepekről is esik szó. Természetesen a mai valóság legsúlyosabb, a cigányság sorsát alapvetően befolyásoló politikai és társadalmi gondok (pl.: előítéletek, szegregáció, munkanélküliség) is kiemelt helyet kapnak a műsorban, de a szerkesztőség elsősorban a magyarországi romák szemével igyekszik láttatni a folyamatokat, elemezni a jelenségeket. A roma közgondolkodás azon véleményeit és érveit is felszínre kívánja hozni, amelyek másutt nem hangzanak vagy nem hangozhatnak el. Magazinműsor lévén, a Három szólamra sok megszólalóval és zenékkel jelentkezik mind a három nyelven. A roma műsor vezető szerkesztője Varga Ilona, szerkesztő munkatársai Bakos Csaba és Glonczi Ernő. A roma műsor honlapja: http://roma.radio.hu. A műsor beás nyelvű honlapja: http://roma2.radio.hu. A műsor lovári nyelvű honlapja: http://roma3.radio.hu.

### Román műsor
Román nyelvű adásokat 1980 óta sugároz a Rádió. Műsorukat a Magyar Rádió szegedi stúdiójában készítik. Hallgatóik elsősorban a hazai román közösségből kerülnek ki. Műsoraikban tájékoztatják hallgatóikat a közösség eseményeiről és az anyaországban zajló fontosabb történésekről is. Külön szólnak a diákokhoz, idős emberekhez, nőkhöz és a sport rajongóihoz. Beszámolnak az ortodox és a baptista egyházi élet eseményeiről. Immár több mint tíz éve, kéthetente euroregionális műsorral jelentkezünk „Európa hullámhosszán” címmel, amelyet a temesvári kollégákkal közösen szerkeszt (a szegedi stúdió), két nyelven. Identitás megtartásában egyaránt segítenek a riporterek, akik nap mint nap megfordulnak a román lakta falvak, települések iskoláiban, művelődési házaiban, vagy az egyszerű emberek házaiban és a szerkesztők, akik összeállításokban, interjúkban, amelyek műsorainkban elhangzanak és kordokumentumokban támogatják a hazai románokat. Munkájukat 2000-ben a Magyar Rádió Stáb Nívódíjjal jutalmazta. A román műsor vezető szerkesztője Kaupert Júlia, szerkesztő munkatársa Bauer Adam. A román műsor honlapja: http://roman.radio.hu. A műsor román nyelvű honlapja: http://roman2.radio.hu.

### Ruszin műsor

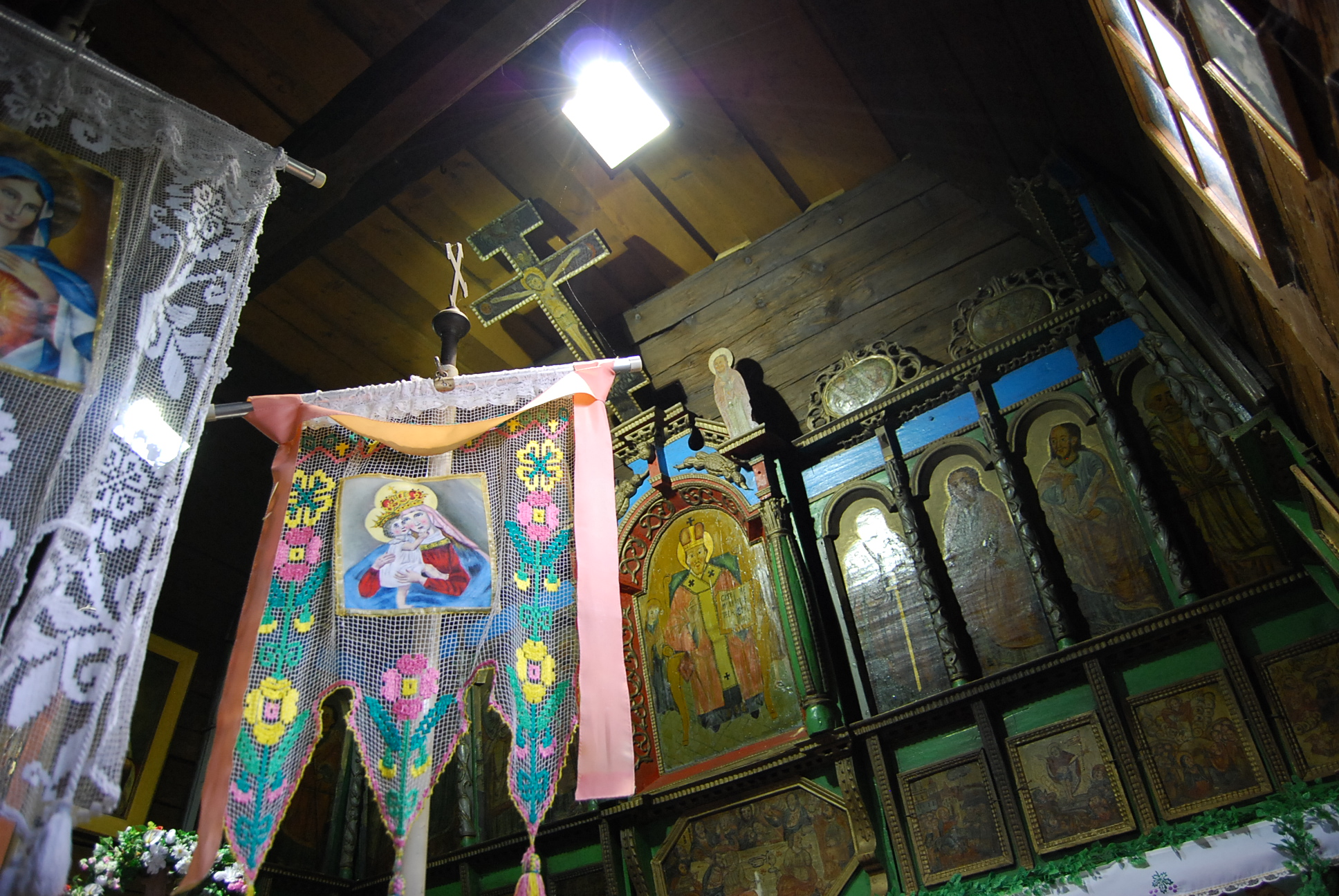
Ruszin templombelső (Ruszkipotok, Szlovákia)

Ruszin nyelvű műsor 1998 óta szól a magyarországi ruszinokhoz és az egész társadalomhoz egyaránt. A ruszinság az egyetlen olyan magyarországi nemzeti kisebbség, amelynek nincs anyaországa, ezért különös jelentősége van a magyar-ruszin közös hagyományápolásnak. Ezért is az adás részben kétnyelvű. (Bár azért is, mert Magyarországon a rendszerváltozásig intézményes ruszin nyelvoktatás nem folyt, ezért a fiatalabb generáció nem beszéli jól, vagy egyáltalán nem beszéli a ruszin nyelvet. A műsor alapvetően a hazai ruszinság néprajzával, vallási életével, hagyományaival, kultúrájával és a kisebbségi lét problémáival foglalkozik. 2003-ban a szerkesztőség kibővült az Országos Ruszin Kisebbségi Önkormányzat képviselőivel, azóta a kárpátaljai (ukrajnai) ruszinok kultúráját is bemutatja. Az ruszin műsor felelős szerkesztője#Fábián Anna. A ruszin műsor honlapja: http://ruszin.radio.hu . A műsor ruszin nyelvű honlapja: http://ruszin2.radio.hu .

### Szerb műsor
Az önálló szerb nyelvű szerkesztőség 1992-ben jött létre, de a szerb-horvát szerkesztőség már 1952. január 12-én, a Pécsi Stúdió létrehozásának napján elkezdte sugározni műsorát, az akkoriban „délszláv”-nak nevezett lakosság számára. Két évvel az után, hogy Magyarországon végbementek a demokratikus változások, a Szerkesztőség komoly kihívások előtt állt, hiszen figyelmet kellett szentelnie a hazai szerb nyelvű rádiózás alapjainak letételére is. Ez az egyetlen szerb nyelvű rádiós műsor Magyarországon. A műsor figyelemmel kíséri a Magyarországi Délszlávok Demokratikus Szövetsége szétválása után létrejött szerb intézmények sorsát, fejlődését, a szerb nemzetiség demokratikus integrálódását. Elsődleges feladatuknak természetesen a magyarországi szerbek szerb nyelven történő objektív tájékoztatását tartják. A hétfőtől péntekig naponta elhangzó 120 perces információs-zenés magazinműsorban a napi hírek és tudósítások mellett riportokkal és interjúkkal mutatnak be a Magyarországon élő szerbek fontosabb eseményeit, rendezvényeit. Az adás Magyarországon kívül hallható még de Szerbia nagy részén, illetve a Horvát Köztársaság északi részére is (sőt akár Zágrábban is, tiszta időben). Élőkapcsolásos műsoraikban a hazai szerbség sok hírt kap az anyaországból. Szombaton és vasárnap kívánság-műsorral van. A szerb műsor vezető szerkesztője Mándity Predrág, szerkesztő munkatársa Rádity Milenkó. A szerb műsor honlapja: http://szerb.radio.hu . A műsor szerb nyelvű honlapja: http://szerb2.radio.hu .

### Szlovák műsor

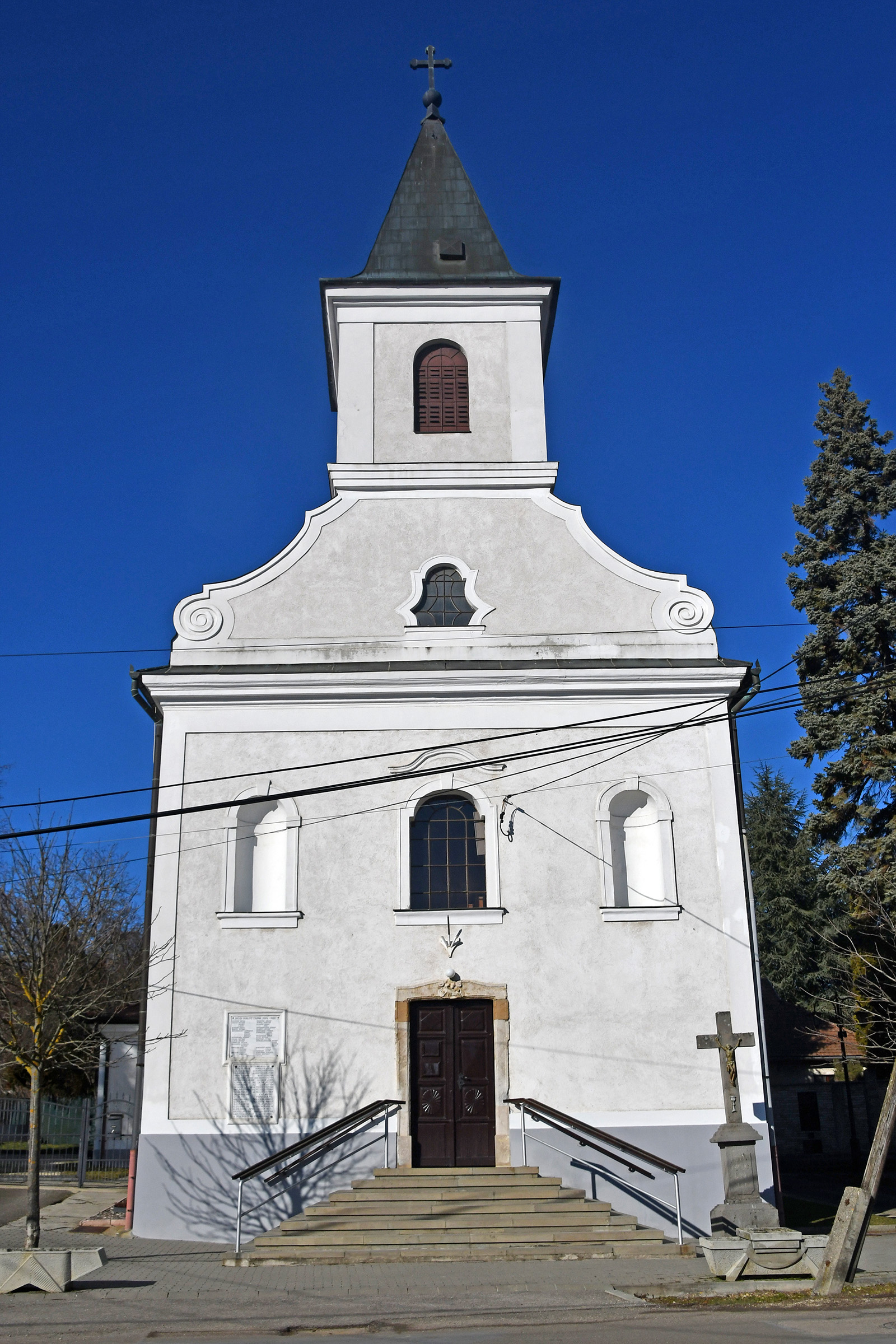
Pilisszentkereszt, Magyarország legszlovákabb községének temploma

1974. április 1-jén hangzott fel először a Magyar Rádió szlovák nyelvű műsora. A műsoridő fokozatosan nőtt, 1993. július 1-jén napi 2 órára bővült. A magazinműsorukban elsősorban a hazai szlovákság életéről, kulturális eseményeiről számolnak be hírekkel, riport összeállításokkal. A hallgatók anyanyelvének ápolását segíti a Szlovák Rádióval megkötött csereegyezmény, amelynek keretében az MR munkatársait friss hírekkel, információkkal, zenei anyagokkal látják el. A szlovák műsor vezető szerkesztői Komlóssy Réka, Mács Ildikó és Marga Mária, szerkesztő munkatársai Dózsa Zenta, Iveta Hruboňová és Makai Ildikó. A szlovák műsor honlapja: http://szlovak.radio.hu . A műsor szlovák nyelvű honlapja: http://szlovak2.radio.hu .

### Szlovén műsor

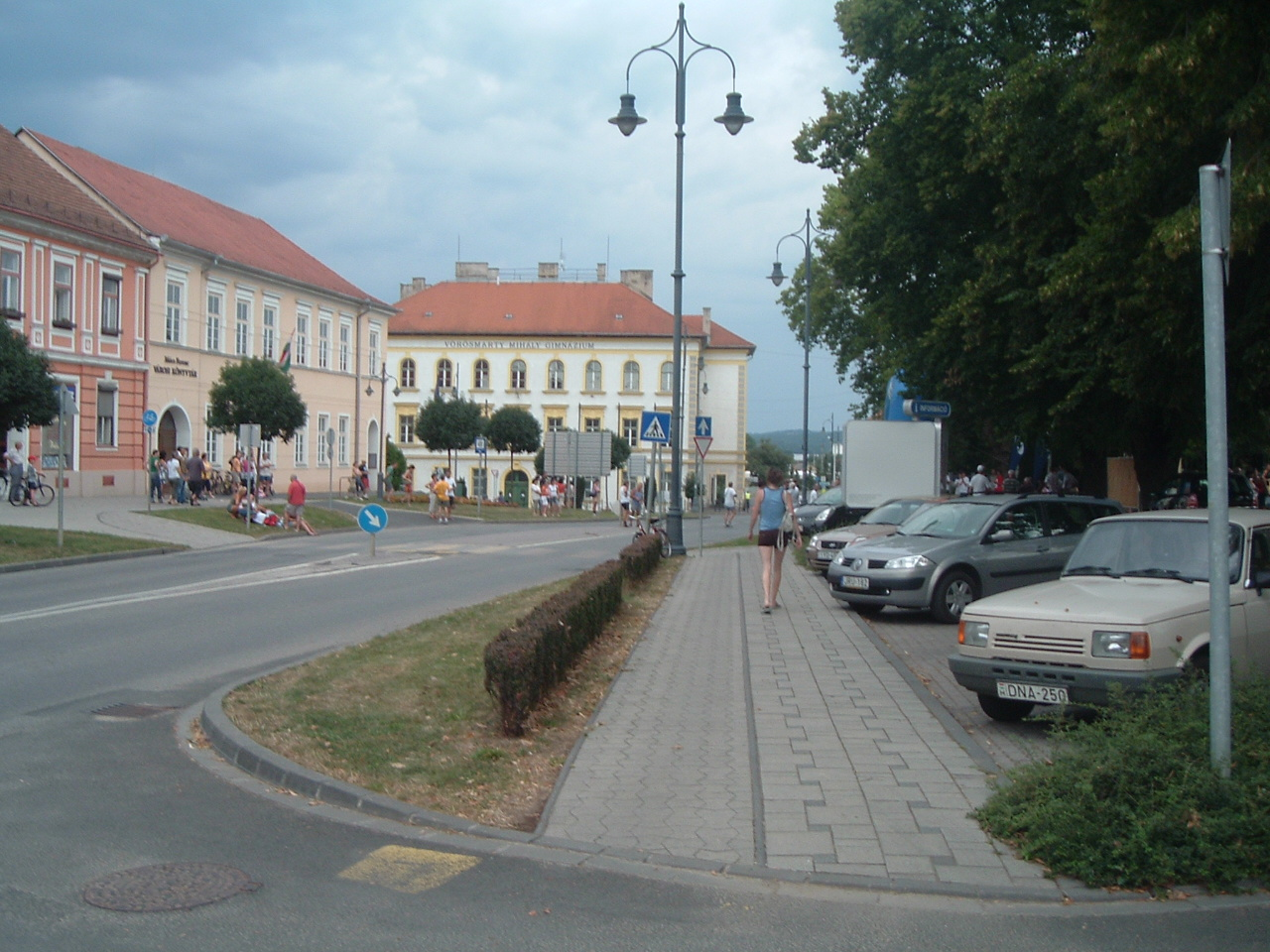
Szentgotthárd, Magyarország legnyugatibb városa

A Magyar Rádió 1979 óta sugároz szlovén nyelvű műsorokat. A műsorokban nemcsak a Szentgotthárdon és a környező településen élő magyarországi szlovéneket szólaltatják meg, hanem azokat is, akik gazdasági vagy politikai okokból költöztek el Magyarország más vidékeire. Tudósítanak Szlovéniából, Ausztriából és Olaszországból is. Bemutatják az ott élő szlovének életmódját, kiemelkedő eseményeit, személyiségeit. A műsornak ismeretterjesztő rovatai is voltak az alábbi témákban:
- az irodalmi nyelv és nyelvjárás kapcsolata
- élő szótár
- oktatástörténet
- szlovén konyha
- Szlovénia múzeumai
- szlovének a világban
- a szlovének története
- irodalomtörténet
- a magyarországi szlovének története és néprajza. A szlovén műsor felelős szerkesztője Kozár Mária. A szlovén műsor honlapja: http://szloven.radio.hu . A műsor szlovén nyelvű honlapja: http://szloven2.radio.hu .[15]

### Ukrán műsor

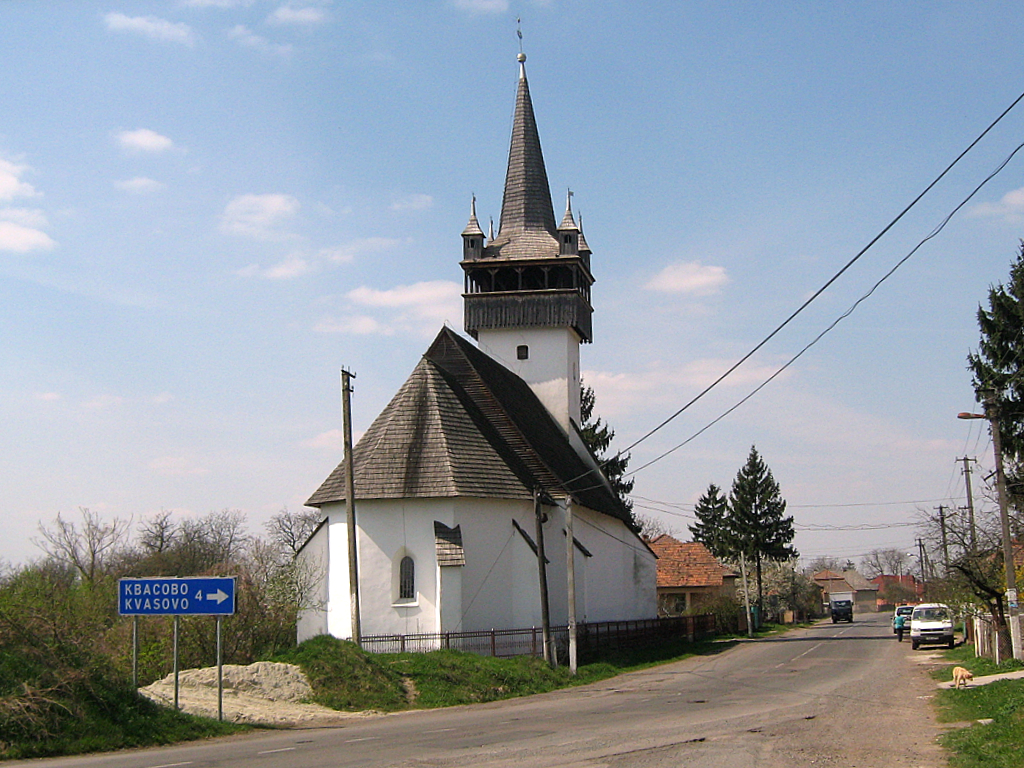
Bene falu temploma (kárpátalja terület, Ukrajna

A Magyar Rádió 1998 januárjában kezdte sugározni ukrán nyelvű műsorait.  A szerkesztőség fő célja, hogy az ukrán kisebbség életéről átfogó képet adjon mind az ukránok, mind a magyarok számára. Tudósításaikban, interjúikban, riport-összeállításaikban az ukrán nemzeti kisebbség életének fontosabb eseményeit, a Magyarországi Ukrán Kulturális Egyesület és az Országos, valamint a helyi önkormányzatok tevékenységét mutatjuk be. Az ukrán műsor felelős szerkesztője Sipajlo Igor. Az ukrán műsor honlapja: http://ukran.radio.hu . A műsor ukrán nyelvű honlapja: http://ukran2.radio.hu .

## Műsoridő
A műsoridő hétfőtől vasárnapig 8 órától 20 óráig tart. A maradék időben ismétlések mennek.
A horvát, német, román, szerb és a szlovák kisebbségeknek napi 2 órás, a bolgár, görög, lengyel, örmény, ruszin, szlovén és ukrán nemzetiségek részére heti 30 perces anyanyelvű műsor készül. A roma kisebbség számára heti 5 alkalommal, hétfőtől péntekig 60 perces műsort sugároz az adó „Három szólamra – cigány magazin az MR4-en” címmel, és ezen belül heti két-két alkalommal félórás lovári illetve beás nyelvű, vagyis cigány anyanyelvű műsorral jelentkezik a magyar nyelvű roma műsorok mellett az MR4. Vasárnap jelentkezik 55 perces magyar nyelvű műsormagazinjuk, az „Egy hazában”, a szintén vasárnap hallható „Gyöngyszemek” című műsor heti 5 percben a nemzetiségek irodalmából válogat.

## Szerkesztőségek
A Rádiónak négy helyen van szerkesztősége: Budapesten, Pécsett, Szegeden és Miskolcon. Minden műsornak egy városban van szerkesztősége, kivéve a szlovák műsornak, mert neki Budapesten, Szegeden és Miskolcon is van szerkesztősége. A főszerkesztőség Budapesten, a Magyar Rádió székházában van.

### Budapesti szerkesztőségek
A budapesti szerkesztőségek címe (a Duna Médiaszolgáltató székházában van): Budapest, 1038 Budapest, Bojtár utca 41–47.
A Budapesten lévő műsorok:
- Bolgár műsor
- Görög műsor
- Lengyel műsor
- Örmény műsor
- Ruszin műsor
- Szlovén műsor
- Roma műsor
- Ukrán műsor

### Pécsi szerkesztőségek
A pécsi szerkesztőség címe: Pécs, Szent Mór u. 1.
A pécsi műsorok:
- Horvát műsor
- Német műsor
- Szerb műsor

### Szegedi szerkesztőség
A szegedi szerkesztőség címe: Szeged, Stefánia 7.
A szegedi műsorok:
- Szlovák műsor
- Román műsor

### Miskolci szerkesztőség
A miskolci szerkesztőség címe: Miskolc, Bajcsy-Zsilinszky út 15.
A miskolci műsorok:
- Szlovák műsor[18]

## Frekvenciák
Középhullámon:
- Győr: 1350 kHz
- Lakihegy: 873 kHz
- Marcali: 1188 kHz
- Pécs: 873 kHz
- Szolnok: 1188 kHz

Ultrarövidhullámon egyelőre nem érhető el.